# Schronisko nad Źródłem Pierwsze
Schronisko nad Źródłem Pierwsze – jaskinia na Wzgórzu Dumań w Dolinie Kobylańskiej na Wyżynie Krakowsko-Częstochowskiej. Znajduje się w granicach wsi Karniowice w województwie małopolskim, w powiecie krakowskim, w gminie Zabierzów.

## Opis obiektu
Jaskinia znajduje się u podstawy Pochyłej Turni w Pochyłej Grani (na jej dolnym końcu). Ma pochylony w prawo otwór o ekspozycji zachodniej (ku dnu doliny). Od otworu stromo w górę ciągnie się pochylnia zakończona otworem położonym na wysokości kilku metrów na południowo-wschodniej ścianie Pochyłej Turni. Z dolnej części pochylni na lewo odchodzi krótki korytarzyk. Jego dalsza część rozkopana przez zwierzęta jest dla ludzi niedostępna
Obiekt powstał w późnojurajskich wapieniach skalistych. Jest suche, z przeciągiem, całkowicie poddane wpływom środowiska. Spąg jest skalisty, tylko na dnie bocznego korytarzyka jest glina i próchnica. Nacieków i roślin brak, zwierząt nie zaobserwowano.
Po raz pierwszy jaskinię opisał Kazimierz Kowalski w 1951 r. Sporządził także jej plan. Aktualną dokumentację i plan jaskini opracował J. Nowak w maju 2003 r.

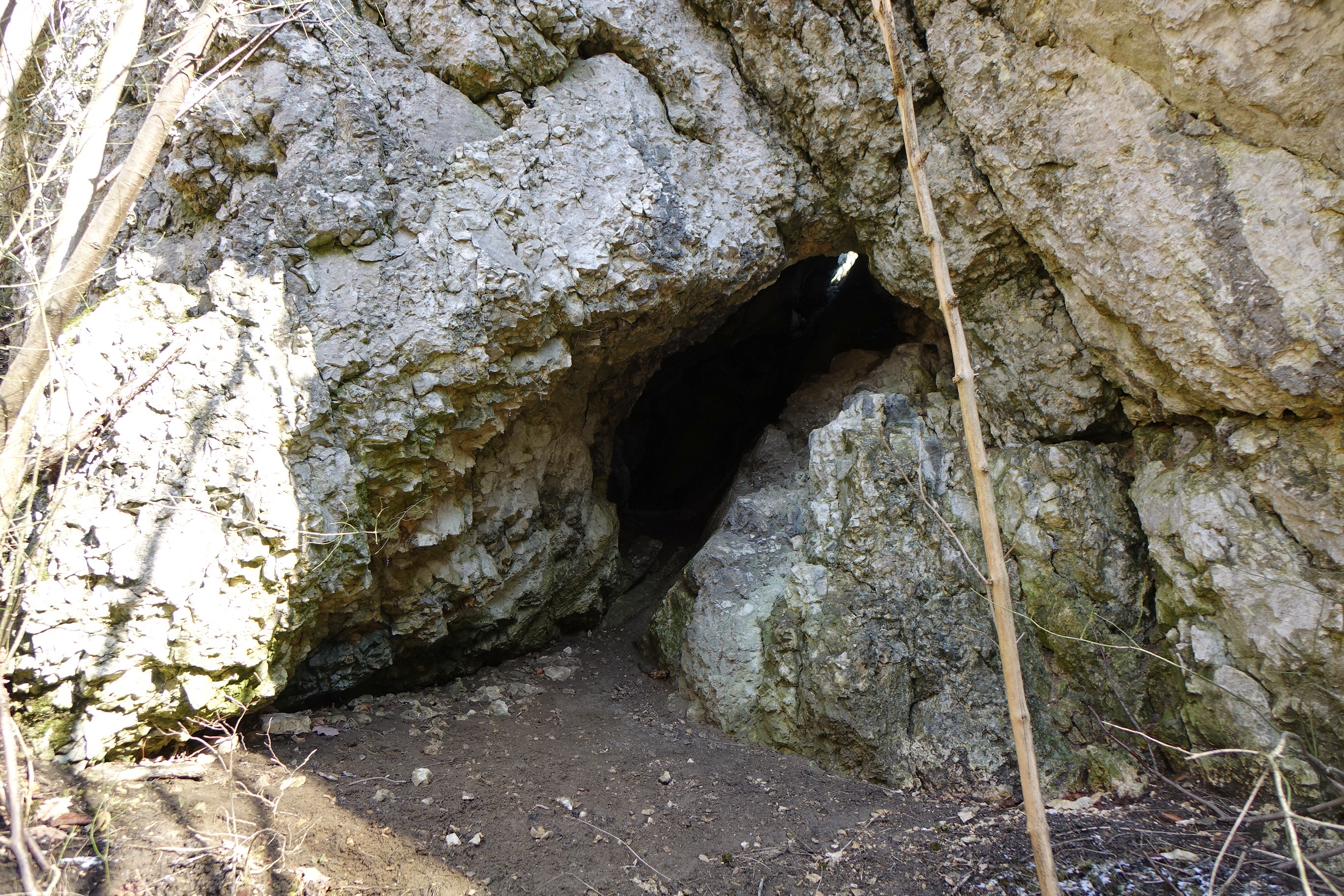
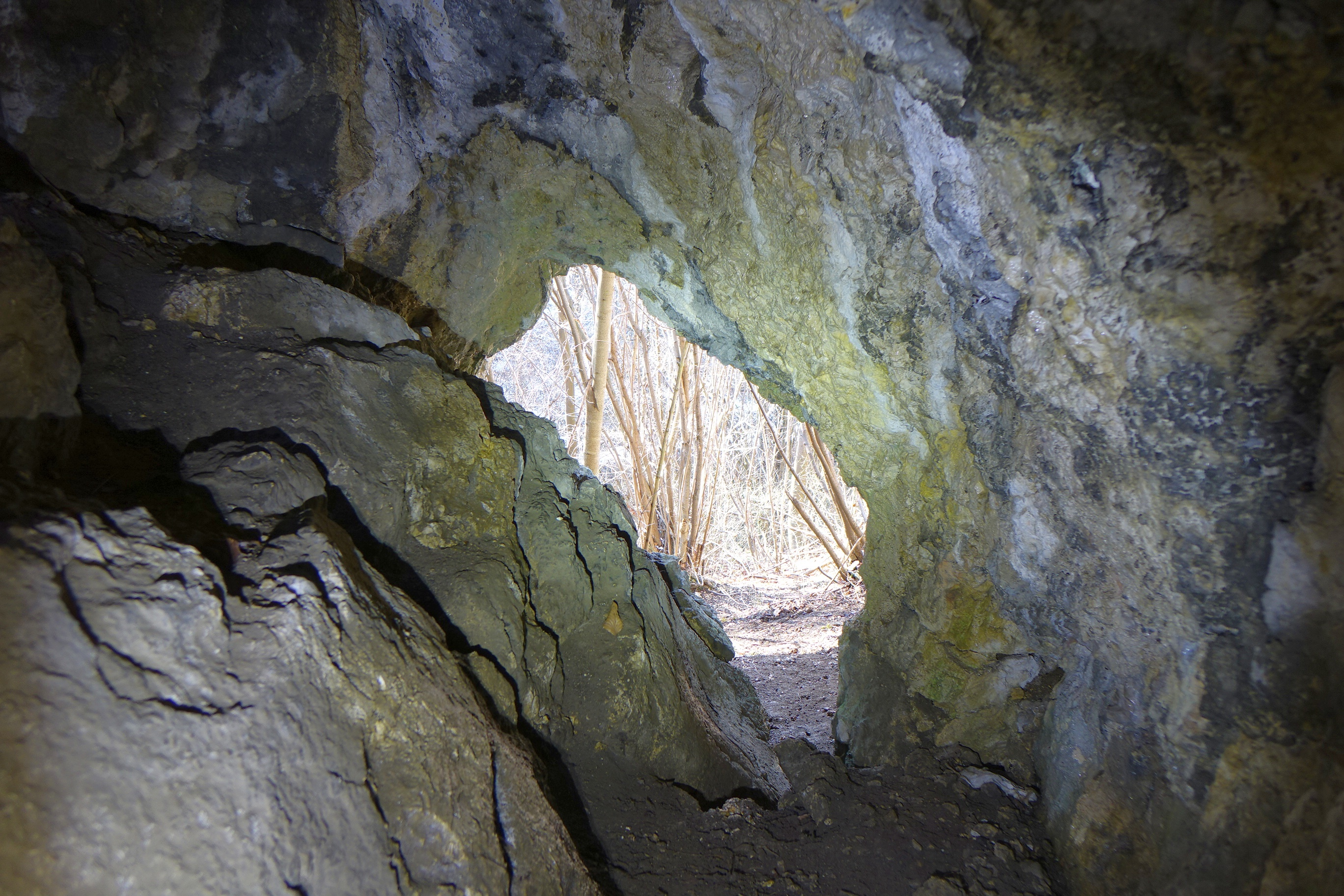
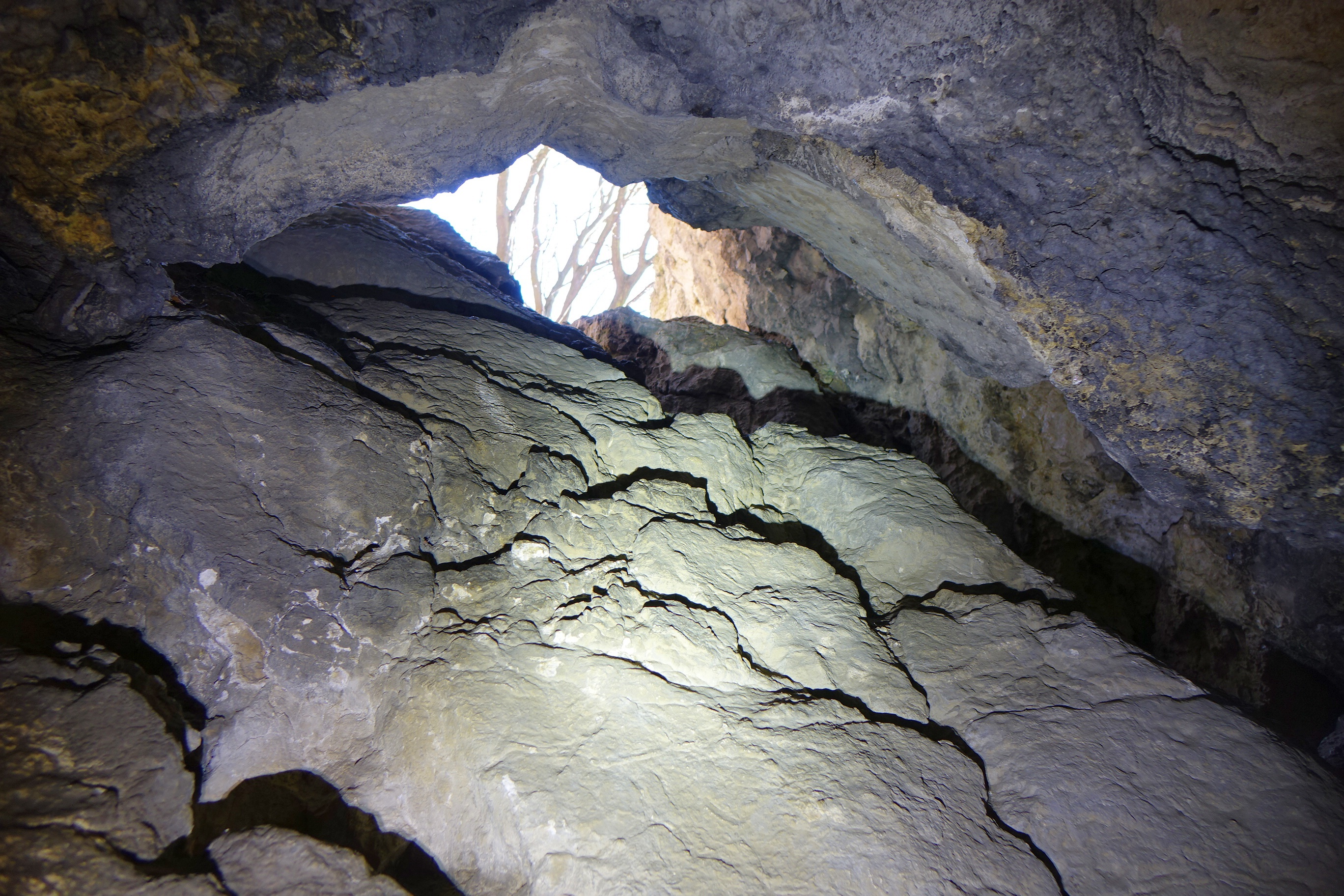
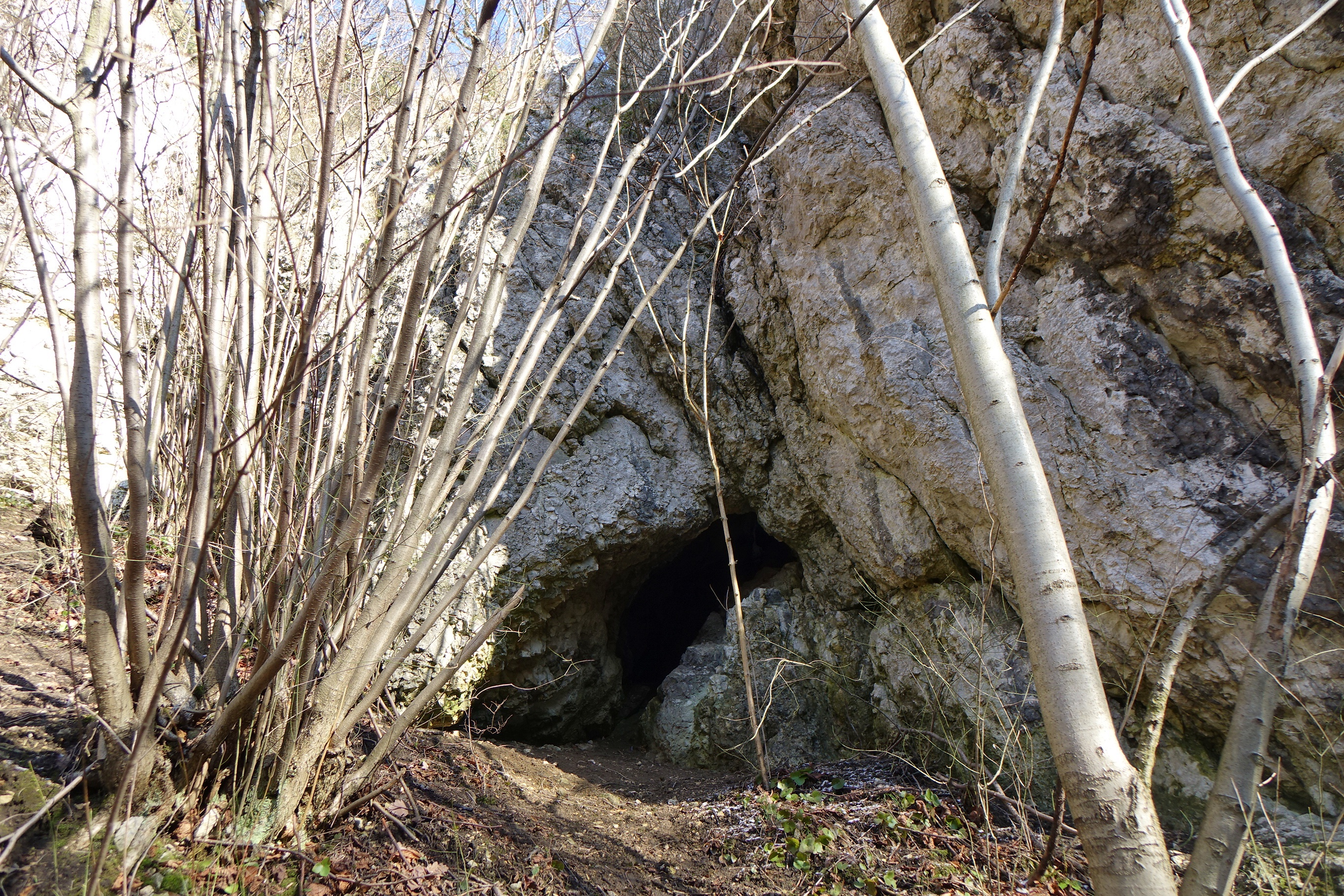